# Eparchie Zahlé
Die Eparchie Zahlé (lat. Eparchia Mariamnensis Maronitarum,  arabisch زحلة Zahla, DMG Zaḥla) ist eine mit der römisch-katholischen Kirche unierte maronitische Eparchie. Bischof der Eparchie von Zahlé ist Joseph Mouawad.

## Geschichte
Die Eparchie befindet sich in der Hochebene von Bekaa, im Osten des Libanons. Ihren Hauptsitz hat die Eparchie in der gleichnamigen Stadt Zahlé, welche die drittgrößte Stadt des Libanons ist. Ihre Bevölkerung stellen mehrheitlich libanesische Christen.
Die Eparchie entstand aus der territorialen Teilung der Eparchie von Baalbek-Deir El-Ahmar am 9. Juni 1990. Erster Bischof wurde Georges Skandar, der am 12. September 2002 emeritiert wurde. Sein Nachfolger im Bischofsamt wurde Mansour Hobeika. Nach dessen Tod am 28. Oktober 2014 folgte am 14. März 2015 Joseph Mouawad im Amt nach.

## Bischöfe von Zahlé
- 1990–2002 Georges Skandar
- 2002–2014 Mansour Hobeika
- 2014–0000 Joseph Mouawad[1]